# 広島市立工業専門学校 (旧制)
| 広島市立工業専門学校 （広島市工専） | 広島市立工業専門学校 （広島市工専） |
| ----------------------------------- | ----------------------------------- |
| 創立                                | 1945年                              |
| 所在地                              | 広島県広島市                        |
| 初代校長                            | 勝盛豊一                            |
| 廃止                                | 1951年                              |
| 後身校                              | 広島大学                            |
| 同窓会                              | 広島工業会                          |

旧制広島市立工業専門学校（きゅうせいひろしましりつこうぎょうせんもんがっこう）は、1945年（昭和20年）1月、広島市により設立された旧制専門学校。略称は「広島市工専」（あるいは「官立広島工専」（官工専）と区別して単に「市工専」とも）。

## 概要
- 第二次世界大戦中、生産力増強のため国内各地に多く設立された公立旧制工業専門学校（高等工業学校）の一つである。
- （官立）広島工業専門学校とともに現在の広島大学工学部の構成母体となった。
- 卒業生により広島工業専門学校・広島大学工学部と共通の同窓会として社団法人「広島工業会」が組織されている。

## 沿革
- 1945年（昭和20年）
  - 1月17日 - 専門学校令により設立（機械科・航空機科2科を設置）。
  - 4月1日 - 開校。
  - 6月9日 - 開校式・第1回入学式を挙行。
  - 8月6日：原爆により校舎が中破。
  - 8月20日 - 一部授業が再開。
  - 9月15日 - 大半の授業が再開。
  - 12月 - 航空機科を土木科に改組。
- 1946年（昭和21年）4月1日 - 工業経営科を増設。
- 1947年（昭和22年）5月 - 官立広島工業専門学校への併合問題が起こる。
- 1948年（昭和23年）3月13日 - 第1回卒業式を挙行。
- 1949年（昭和24年）5月31日 - 国立学校設置法の公布により設立された広島大学に併合。
- 1951年（昭和25年）3月31日 - 全生徒の卒業とともに廃校。

## 歴代校長
- 初代：勝盛豊一（1945年5月23日 - 1951年3月31日）
広島工業専門学校教授からの転任。

## 校地の変遷と継承

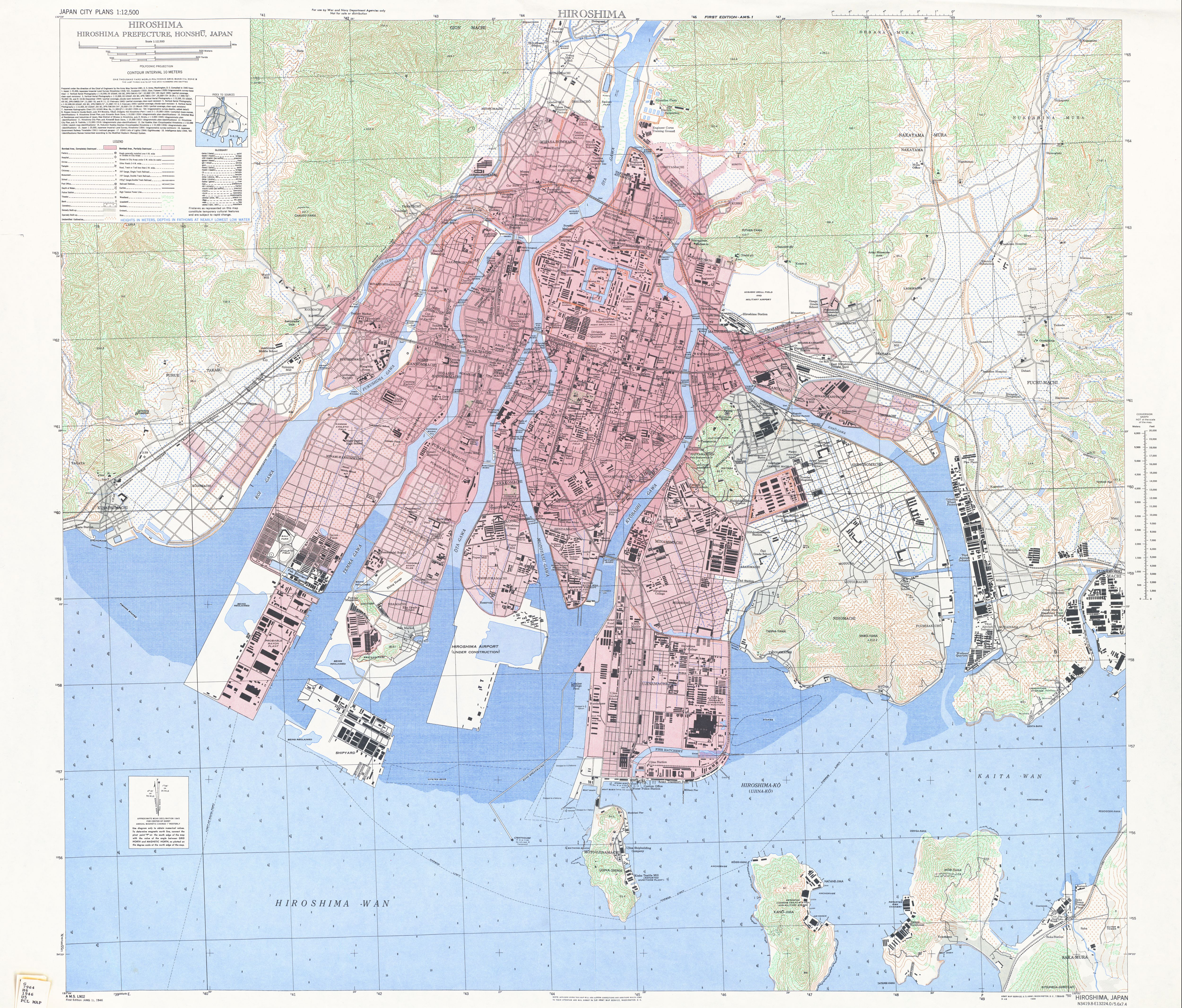
1945年の米軍作成の地図 / 図中"MOTOURA"（本浦（ほんうら）の誤記）の北方面に校地・校舎が確認できる。

市工専は広島市東雲町653番地（住所変更により現在は南区東本浦町）の広島市立第一工業学校（現在の広島県立広島工業高等学校の前身校の一つ）内に併設され、廃校までこの校地が維持された。跡地にはその後1954年（昭和29年）に県立広島商業高校の校地が移転してきたが、1960年（昭和35年）に同校が広島市江波町（えばまち）（現在の広島市中区舟入南6丁目）の校地へ復帰したのち、1964年（昭和39年）に市立広島工業高校が移転、現在に至っている。

## 原爆の被害
1945年8月6日の原爆投下にさいし、爆心地から約3.1㎞離れていた市工専は木造校舎が中破するなどの被害を出したが、全般的に施設の損害は軽微であった。また当日は東雲町の校舎で授業が行われていたため生徒・教職員の犠牲者も僅少であると推定されるが、1945年中の被爆死者数は生徒・教職員とも不明である。

## 参考・関連文献
- 広島大学二十五年史編集委員会 『広島大学二十五年史：包括校史』 広島大学、1977年
- 広島大学文書館（編） 『広島大学の五十年』 広島大学出版会、2013年　ISBN 9784903068084